# Пехтер, Карл Йохан
Карл Йохан Пехтер (эст. Karl Johan Pechter; 2 марта 1996, Тарту) — эстонский футболист, вратарь.

## Биография
Воспитанник тартуского клуба «Таммека» (в 2007—2008 годах — «Мааг-Таммека»). В юношеские годы помимо позиции вратаря играл также на позиции нападающего, и на старте взрослой карьеры несколько раз выходил на позиции полевого игрока в низших лигах. Взрослую карьеру начал в командах, входивших в систему «Таммеки» — «Луунья» и «Таммека-2».
В основном составе «Таммеки» дебютировал в матче высшего дивизиона Эстонии 2 мая 2014 года против «Нымме Калью» (0:2). С 2016 года стал стабильным основным вратарём клуба, в том сезоне выходил на поле в 35 из 36 матчей чемпионата. В 2017 году пропустил осеннюю часть сезона из-за травмы колена, со следующего года снова регулярно играл за клуб. В 2020 году пропустил концовку сезона после операции на предплечье. По состоянию на 2021 и начало 2022 года был капитаном «Таммеки». В апреле 2022 года получил очередную травму плеча, из-за которой выбыл до конца сезона. Известен своим умением отражать пенальти. Всего за тартуский клуб провёл более 190 матчей в высшей лиге. Финалист Кубка Эстонии 2016/17.
Вызывался в сборные Эстонии младших возрастов, но играл нерегулярно, всего провёл 7 матчей. В 2020—2021 годах несколько раз вызывался в национальную сборную Эстонии, однако в официальных матчах не играл.
Окончил Тартуский университет по специальности «политические науки», защитил диплом бакалавра (2018) «Влияние общественных СМИ на конкурентность выборов, на примере выборов 2017 г. в советы местного самоуправления в Эстонии» и магистра (2022) «Normative or Pragmatic? The Estonian Perspective on European Union Foreign Policy — Cases of Conflict in North Macedonia, Ukraine and Nagorno-Karabakh»

## Достижения
- Финалист Кубка Эстонии 2016/17